# Émile Schuffenecker
Claude-Émile Schuffenecker (Fresne-Saint-Mamès, 8 dicembre 1851 – Parigi, 31 luglio 1934) è stato un pittore francese.

## Biografia
Claude-Émile Schuffenecker era figlio di Nicolas Schuffenecker (1829–1854), un sarto d'origine alsaziana che morì quando Émile aveva due anni. Poco tempo dopo la madre si trasferì a Meudon, presso Parigi, e trovò un lavoro in una lavanderia. Qualche anno più tardi Émile andò a vivere con sua zia materna, Anne Fauconnet Monnet, e suo marito Pierre Cornu, a Parigi. Frequentò la scuola dei Frati delle scuole cristiane, poi cominciò a lavorare nella bottega di suo zio, che vendeva cioccolato e caffè nel quartiere delle Halles.

Nel 1871, Schuffenecker entrò come agente di cambio nello studio Bertin. Nel febbraio del 1872 incontrò Paul Gauguin e i due divennero grandi amici. Un quadro di Gauguin, infatti, s'intitola L’Atelier di Schuffenecker, e quando Émile Bernard desiderò incontrare Gauguin, Schuffenecker gli diede una lettera di presentazione. L'incontro fra Bernard e Gauguin avvenne nel luglio del 1886 e segnò la nascita della "Scuola di Pont-Aven".
Schuffenecker seguì i corsi serali di disegno della Città di Parigi e prese lezioni da Carolus-Duran e da Paul Baudry. Assieme a Gaugun studiò i quadri dei maestri del passato al Louvre e lavorò all'Académie Colarossi.
In una lettera del 1888 Gauguin espresse a Shuffenecker il suo credo, che divenne l'anima delle future contestazioni sull'arte:
"Un consiglio. Non copiate troppo dalla natura, l'arte è astrazione. Scostatevi dalla natura sognando oltre, e pensate più alla creazione che non al risultato. È questo il solo modo per salire verso Dio, facendo come il nostro divino Maestro: creare."
Nel 1880, Schuffenecker sposò sua cugina Louise Lançon, dalla quale ebbe due figli: Jeanne (1882) e Paul (1884). Émile e Louise ospitarono regolarmente diversi artisti, come Armand Guillaumin e Camille Pissarro.
Schuffenecker espose al Salon del 1880 e 1881. Dopo la crisi della Borsa del 1881 decise di abbandonare l'ufficio e di dedicarsi unicamente all'arte. E, nel 1882, risultò primo al concorso di insegnamento del disegno presso il "Liceo Michelet" di Vanves.
Nel 1884, divenne uno dei membri fondatori del "Salon degli indipendenti", dopo essere stato rifiutato dal Salon del 1883. Quello stesso anno invitò Berthe Morisot e Édouard Manet nel suo atelier per vedere i suoi lavori e Manet gli suggerì di esporre assieme agli impressionisti. Camille Pissarro, invitato anche lui, si rifiutò invece di venire, giudicando le sue opere prive di interesse. Quando Gauguin partì per la Martinica, Schuffenecker si prese cura di suo figlio Clovis.
Ma nel 1903, sua moglie chiese il divorzio. Gauguin non la stimava e diceva di lei: « È una vera arpia, che non sopporta più suo marito e lo considera un idiota. » Schuffenecker, peraltro, fu costretto a liquidare la sua collezione di quadri, che comprendeva, fra l'altro, 7 opere di Cézanne, 7 di Van Gogh (Il postino, Il Buon Samaritano, une Arlesiana, una versione dei Girasoli, Ricordo del giardino di Etten etc.) ; alcuni furono venduti a Sergej Ščukin, con numerosi lavori di Gauguin (fra cui il celebre Cristo Giallo), incisioni giapponesi e disegni di Odilon Redon. In seguito entrò in depressione. Appassionato di questioni sociali, ripeteva ai suoi allievi che il disegno non s'insegna e che i problemi sociali possono risolversi con « la confisca delle eredità a vantaggio della società ». Messo in congedo dallo Stato, venne pensionato.. Ma riuscì ad esporre ancora nel 1912 e nel 1917 al Salon degli Indipendenti.
Negli anni venti, frequentò il pittore fauve Victor Dupont, che lo chiamò affettuosamente presso di lui per le sue simpatie anarchiche.
Schuffenecker fu sottovalutato in vita e quindi pressoché dimenticato. Gravò su di lui anche l'accusa di aver dipinto alcuni falsi, fra i quali tre Van Gogh: Giardino ad Auvers , Il giardino di Daubigny e una versione dei Girasoli.
Morì a Parigi a 83 anni, nel 1934.

## Il Sintetismo
Gauguin e Schuffenecker andavano regolarmente a dipingere a Pont-Aven, in Bretagna, dove Gauguin fece il ritratto dell'amico (Schuffenecker, à Pont Aven) e una caricatura intitolata Synthétisme.
 
L'opera di Schuffenecker in effetti è una serie di citazioni, in cui appaiono diverse influenze, il puntinismo, Degas, Gauguin, etc. Ma fu comunque Schuffenecker che trovò un locale, il caffè Volpini, dove i post-impressionisti potevano esporre. Dopo la morte di Clovis, il figlio di Gauguin, i rapporti fra i due pittori si guastarono. Secondo Gauguin, Schuffenecker non era altro che un mediocre arrivista, nato per fare l'operaio, il portiere o il commerciante, un velleitario che si aspetta tutto dagli altri per diventare un giorno il proprietario..

## Galleria d'immagini

### Figure

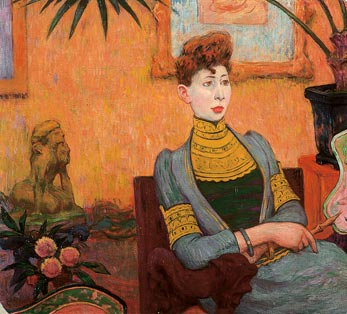
Madame Champsaur
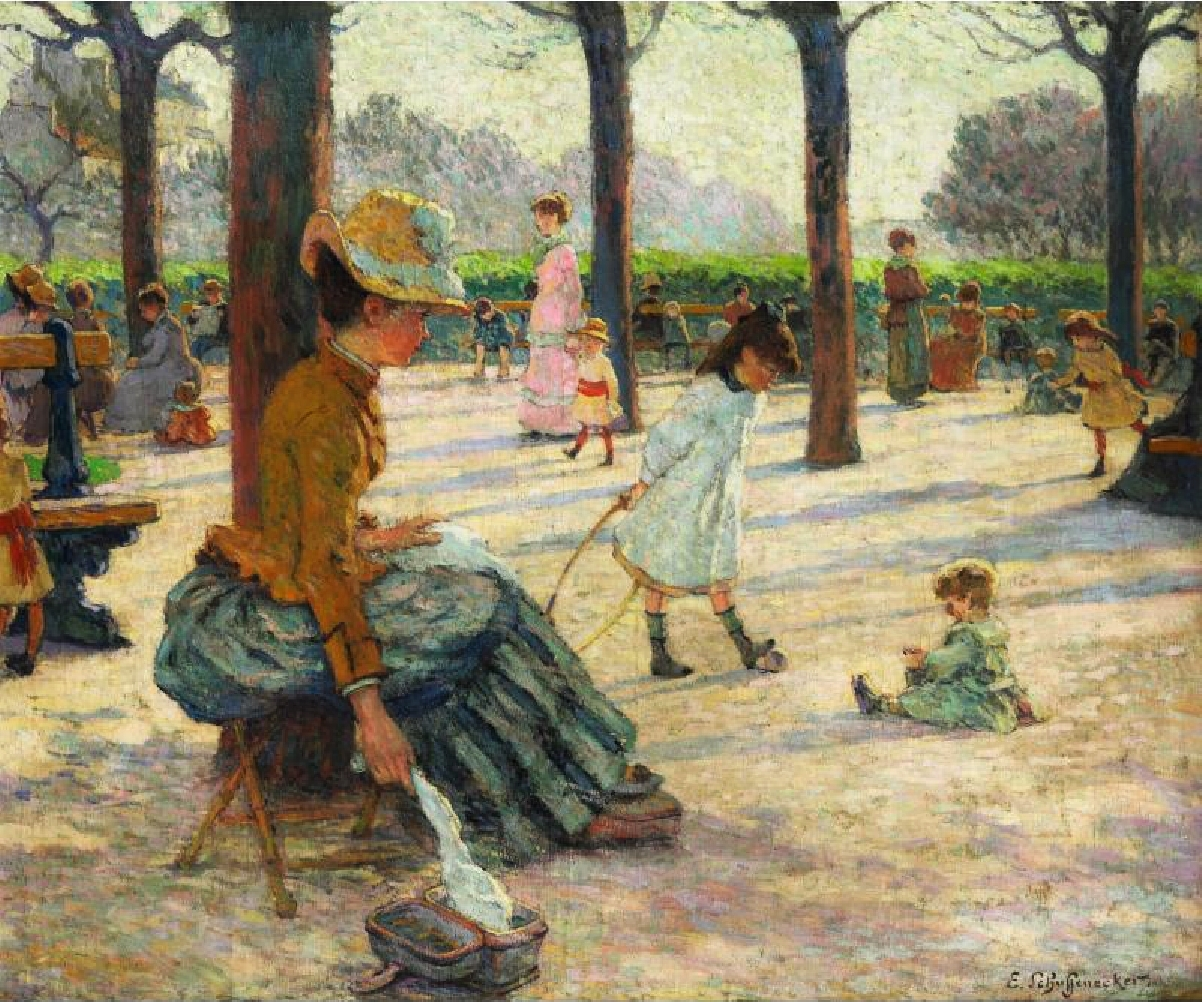
I giardini del Luxembourg
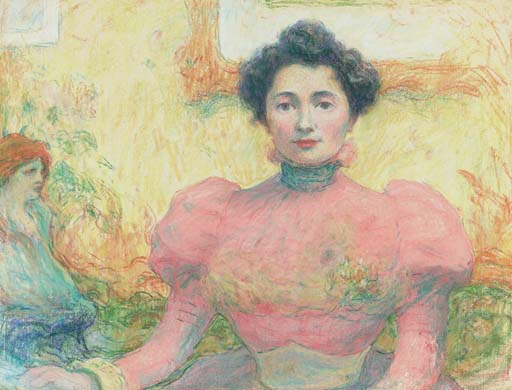
La Contessa de la Rochefaucauld
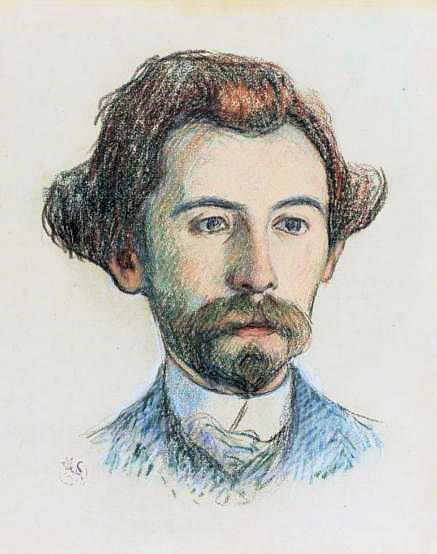
Émile Bernard
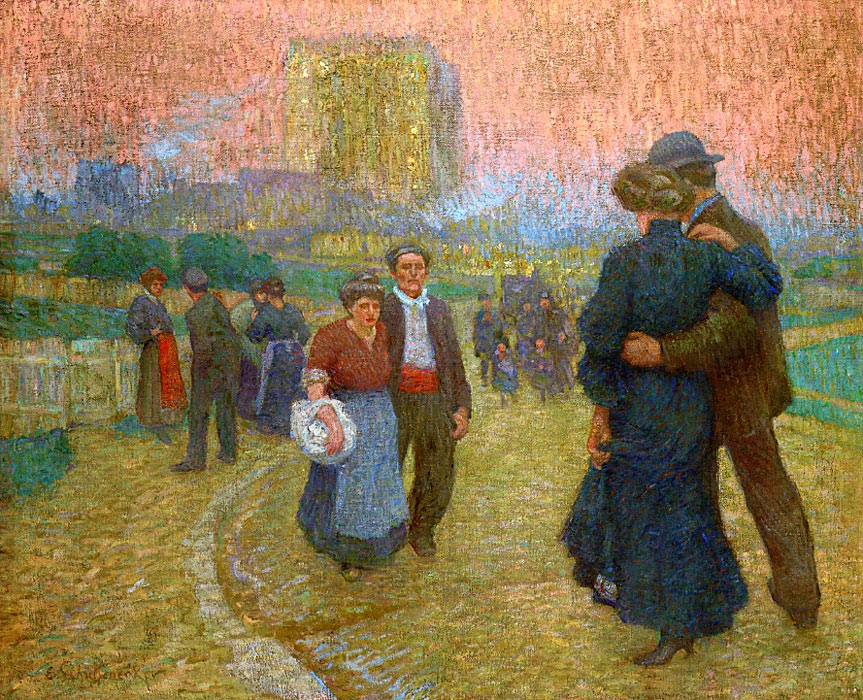
Passeggiata nella sera. Due mondi

### Paesaggi

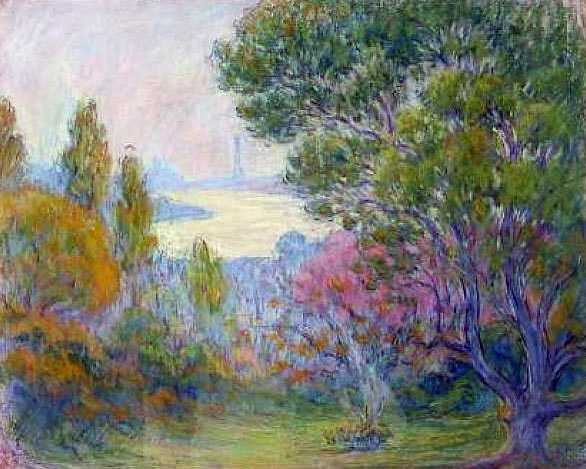
La torre Eiffel vista da Meudon
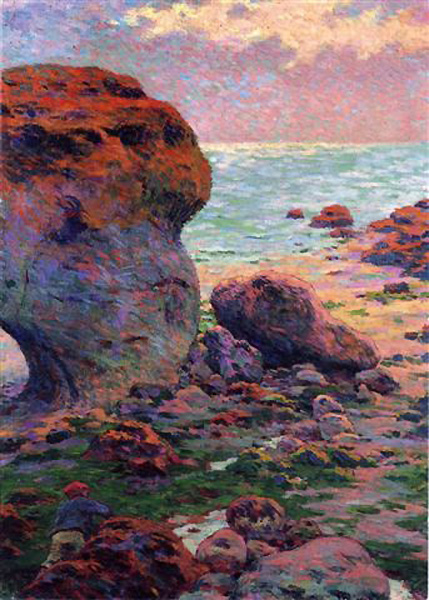
Paesaggio roccioso a Yport
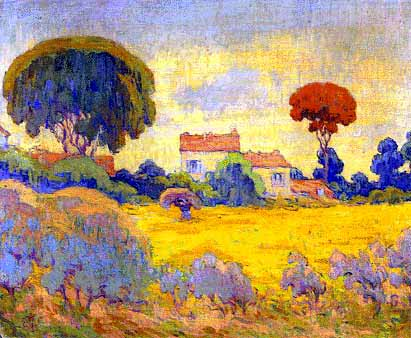
Paesaggio sintetista
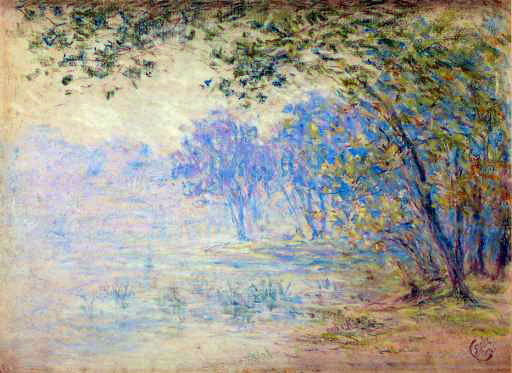
Primavera
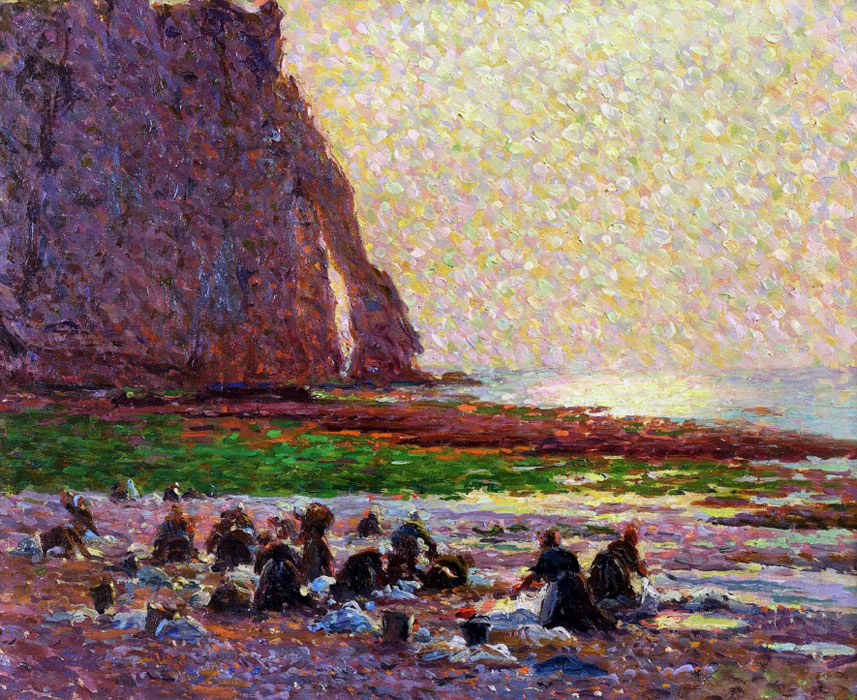
Lavandaie a Etrat